# David Toop
David Toop (Londres, 5 de maio de 1949) é um músico, autor e professor inglês de cultura de áudio e improvisação na Faculdade de Comunicação de Londres. Ele é mais conhecido por seu álbum de compilação Ocean of Sound, que é um "parceiro auditivo" para seu livro Ocean of Sound: Aether Talk, Ambient Sound and Imaginary Worlds.